# Боаз Арно
Боаз Арно (фр. Bois-Arnault) насеље је и општина у северној Француској у региону Горња Нормандија, у департману Ер која припада префектури Евре.
По подацима из 2011. године у општини је живело 739 становника, а густина насељености је износила 57,29 становника/km². Општина се простире на површини од 12,9 km². Налази се на средњој надморској висини од 212 метара (максималној 218 m, а минималној 180 m).

## Демографија
| 1962. | 1968. | 1975. | 1982. | 1990. | 1999. | 2011. |
| ----- | ----- | ----- | ----- | ----- | ----- | ----- |
| 576   | 602   | 615   | 630   | 652   | 628   | 739   |

График промене броја становника у току последњих година